# اودو سوزوکی
اودو سوزوکی (انگلیسی: Udo Suzuki؛ زادهٔ ۱۹ ژانویهٔ ۱۹۷۰) موسیقی‌دان اهل ژاپن است.